# Polyipnus clarus
Polyipnus clarus är en fiskart som beskrevs av Harold, 1994. Polyipnus clarus ingår i släktet Polyipnus och familjen pärlemorfiskar. IUCN kategoriserar arten globalt som livskraftig. Inga underarter finns listade i Catalogue of Life.